# 井村勝吉
井村 勝吉（いむら かつよし、生没年不詳）とは、江戸時代の京都の絵師、職人。

## 来歴
京都の人。元禄から享保の頃にかけて、小袖模様の雛形（図案）を描いている。それらには「洛下染物絵師　井村勝吉」と記す。

## 著作
- 『和国ひいなかた大全』上中下3冊　元禄11年（1698年）刊行
- 『丹前ひいなかた』三巻1冊　宝永元年（1704年）刊行
- 『風流雛形大成』3冊　正徳2年（1712年）刊行
- 『絵本稽古帳』3冊　享保3年（1718年）刊行